# Korczowa
Korczowa (do 14 lutego 1968 Korczowe) – wieś w Polsce położona w województwie podkarpackim, w powiecie jarosławskim, w gminie Radymno.
W latach 1975–1998 miejscowość administracyjnie należała do województwa przemyskiego.
Przed II wojną światową Korczowa była przysiółkiem wsi Gnojnice, które z kolei były przedmieściem miasta Krakowiec.
| SIMC    | Nazwa           | Rodzaj    |
| ------- | --------------- | --------- |
| 0609505 | Bąkowszczyzna   | część wsi |
| 0609511 | Bukowszczyzna   | część wsi |
| 0609528 | Juhany          | część wsi |
| 0609534 | Kopań           | część wsi |
| 0609540 | Mielniki        | część wsi |
| 0609557 | Nowostawskie    | część wsi |
| 0609563 | Olechy          | część wsi |
| 0609570 | Pomiarki        | część wsi |
| 0609586 | Sosnowe Chałupy | część wsi |
| 0609592 | Zapust          | część wsi |

## Transport
We wsi znajduje się przejście graniczne Korczowa-Krakowiec, największe na granicy polsko-ukraińskiej.
- A4E40  Autostrada A4 (E40): granica państwa – Jędrzychowice – Wrocław – Katowice – Kraków – Rzeszów – Korczowa – granica państwa
- 94 Droga krajowa nr 94: Zgorzelec – Legnica – Wrocław – Opole – Bytom – Kraków – Tarnów – Rzeszów – Korczowa